# Anti-Pasti
Az Anti-Pasti brit punkegyüttes. 

## Története
1978-ban alakultak Derby-ben. Az Anti-Pasti elődje a The Scrincers nevű együttes volt, melynek a felállása a következő volt: Dugi Bell - gitár, Martin Roper - ének, Russell Maw és Eddie Barke. Barke és Maw hamar kiléptek a zenekarból. Maw a The Allies, The Egyptian Kings és Aftermath UK nevű együttesekhez csatlakozott. Helyükre Stu Winfield basszusgitáros és Stan Smith dobos került. Első kiadványuk egy 1980-as EP volt. Ezt követően Winfield és Smith elhagyták az együttest, helyükre Kevin Nixon és Will Hoon került. Ekkor szerződést kötöttek a Rondelet Records lemezkiadóval és újra megjelentették 1980-as EP-jüket. 1981-ben megjelent első nagylemezük is. 1982-ben kiadták második stúdióalbumukat. 1984-ben feloszlottak. 1995-ben újra összeálltak koncertezés céljából. Az Anti-Pasti 2012 óta újra működik. 2016-ban megjelentették harmadik nagylemezüket.

## Diszkográfia
- The Last Call (1981)
- Caution in the Wind (1982)
- Rise Up (2016)

## Egyéb kiadványok
EP-k
- Four Sore Points (1980, 1981-ben újra kiadták)
- Let Them Free (1981)
- Six Guns (1981)
- Don't Let Them Grind You Down (split lemez a The Exploiteddel, 1981)
- East to the West (1982)
- Caution in the Wind (1982)

Válogatáslemezek
- Anti-Pasti (1983)
- The Best of Anti-Pasti (1996)
- The Punk Singles Collection (2005)